# Atlamajalcingo del Monte
Atlamajalcingo del Monte (del náhuatl: atl, tlalli, maxactli, tzinco ‘agua, tierra, dividir, en donde está’‘lugar donde se unen dos ríos’) es una población mexicana ubicada en el estado de Guerrero, al sur del país. Está localizada en la región de la Montaña, hacia el oriente del estado y de la capital del mismo Chilpancingo de los Bravo. Es cabecera del municipio de Atlamajalcingo del Monte y su población es mayoritariamente indígena.

## Toponimia
El nombre de esta localidad es de origen náhuatl. Deriva de los vocablos atl (agua, río), tlalli (tierra), maxactli (bifurcar o dividir) y tzinco (en donde está), lo que puede traducirse como lugar donde se unen dos ríos. El agregado "del monte" se refiere a nacido en el monte y se le designó por el terreno del lugar. En lengua mixteca, Atlamajalcingo del Monte se interpreta como Ñoo ita.

## Historia
Según pobladores nativos, su existencia como pueblo data de tiempo antes del año de 1695, asimismo estiman que tribus mixtecas procedentes del estado de Oaxaca se establecieron en este lugar; su primera denominación al formalizarse como población fue San Juan Bautista Atlamajalcingo.

## Demografía

### Población
Según los datos que arrojó el II Censo de Población y Vivienda realizado por el Instituto Nacional de Estadística y Geografía (INEGI) con fecha censal del 12 de junio de 2010, la localidad de Atlamajalcingo del Monte contaba hasta ese año con un total de 940 habitantes, de dicha cantidad, 452 eran hombres y 488 eran mujeres.
| Gráfica de evolución demográfica de Atlamajalcingo del Monte entre 1900 y 2010 |
|                                                                                |